# Quẩy
Quẩy là tên gọi tắt của Giò cháo quẩy hay dầu cháo quẩy, là một loại thực phẩm phổ biến ở châu Á làm từ bột mì, pha thêm bột nở, rán vừa chín có dạng một cặp gồm thanh bánh dài có kích thước bằng chiếc xúc xích nhỏ dính nhau, ăn bùi và giòn. Quẩy được dùng kèm theo các món ăn như: phở, bún, miến, mì, cháo...

## Sự tích
Tại Quảng Đông, giò cháo quẩy (tiếng Trung: 油炸鬼; Hán-Việt: Du trác quỷ; Việt bính: jau4 zaa3 gwai2) có nghĩa là quỷ sứ bị rán bằng dầu. Theo truyền thuyết Trung Quốc thì cái tên này bắt nguồn từ câu chuyện Nhạc Phi bị vợ chồng Tần Cối và Vương thị hãm hại. Để nguyền rủa hai vợ chồng Tần Cối, người Trung Quốc làm một món ăn gồm hai viên bột dài giống hình người được rán trong dầu, tượng trưng cho hình tượng vợ chồng Tần Cối là hai quỷ sứ bị rán trong vạc dầu ở địa ngục.
Trong hai tên tiếng Việt giò cháo quẩy và dầu cháo quẩy hai chữ giò/dầu và quẩy là từ âm Hán-Việt (thường gọi âm như vậy là một loại của âm Nôm) của (油) và quỷ (鬼). Giò cháo quẩy là tên bắt nguồn từ tiếng Quảng Đông.

## Cách làm
Trộn đều bột mì, bột nở, đường, muối, nước rồi nhồi với trứng gà và ủ trong khoảng 1 giờ. Vo khối bột thành dạng dài rồi cán thành từng đoạn cỡ 8 – 10 cm. Chồng hai đoạn bột tạo thành một chiếc giò cháo quẩy sau đó thả vào chảo dầu sôi, hất qua lại đến khi quẩy có màu vàng là vừa. Giò cháo quẩy vừa chiên xong ăn có vị giòn và bùi.

## Cách ăn
Tại Việt Nam, giò cháo quẩy thường được dùng kèm với cháo (Hà Nội, Sài Gòn), phở, (Hà Nội, Nam Định), bún, hủ tiếu... hoặc ăn kèm với nước chấm pha từ nước mắm, giấm, đường & đu đủ xanh. Tại Trung Quốc, Hương Cảng, Đài Loan quẩy thường được dùng để ăn kèm với cháo hoặc ăn sáng với sữa đậu nành. Quẩy cũng là món ăn sáng phổ biến ở nhiều nước châu Á khác như Miến Điện, Lào, Thái Lan, Singapore,...

## Hình ảnh

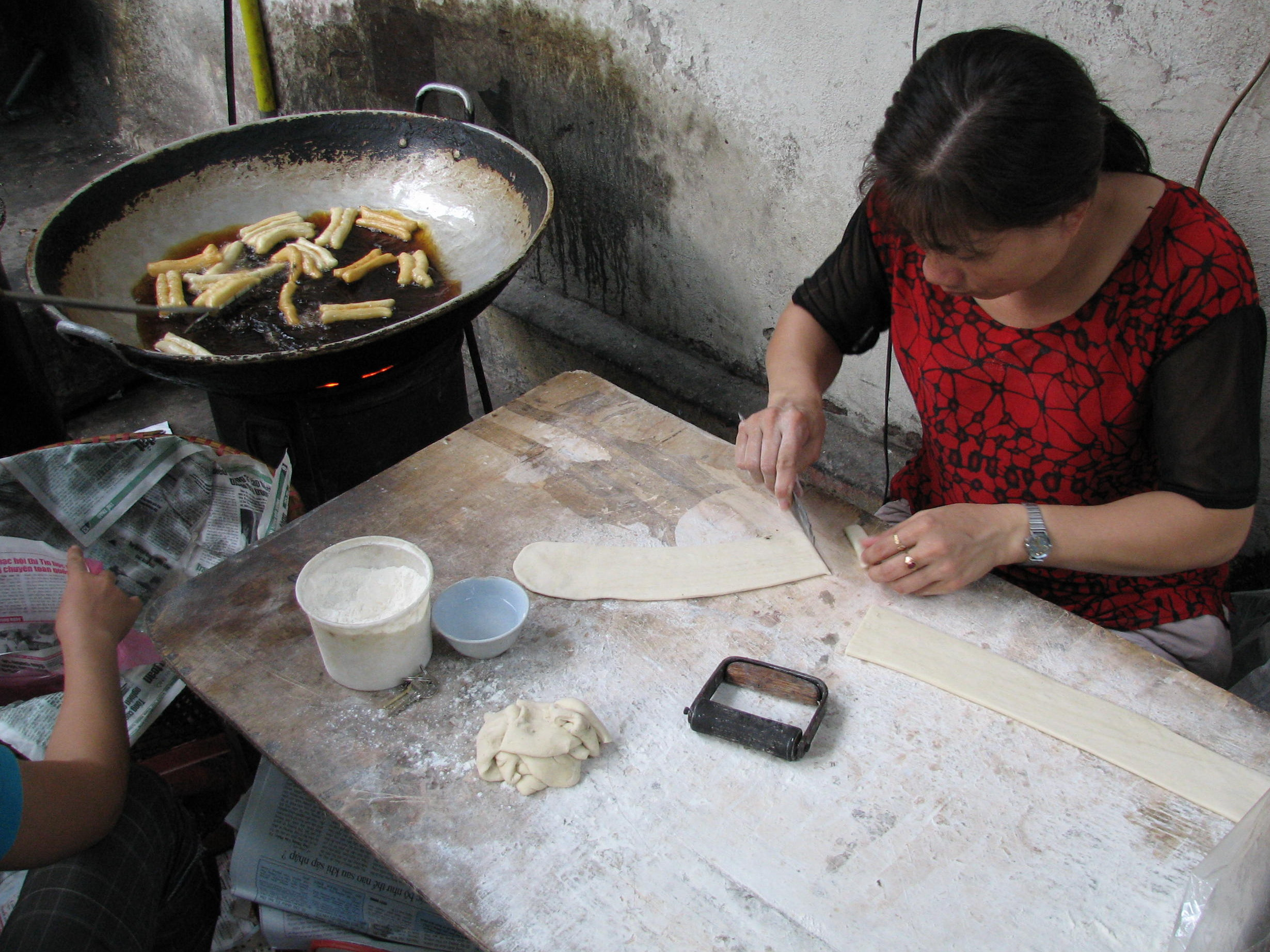
Một hàng giò cháo quẩy tại Hà Nội
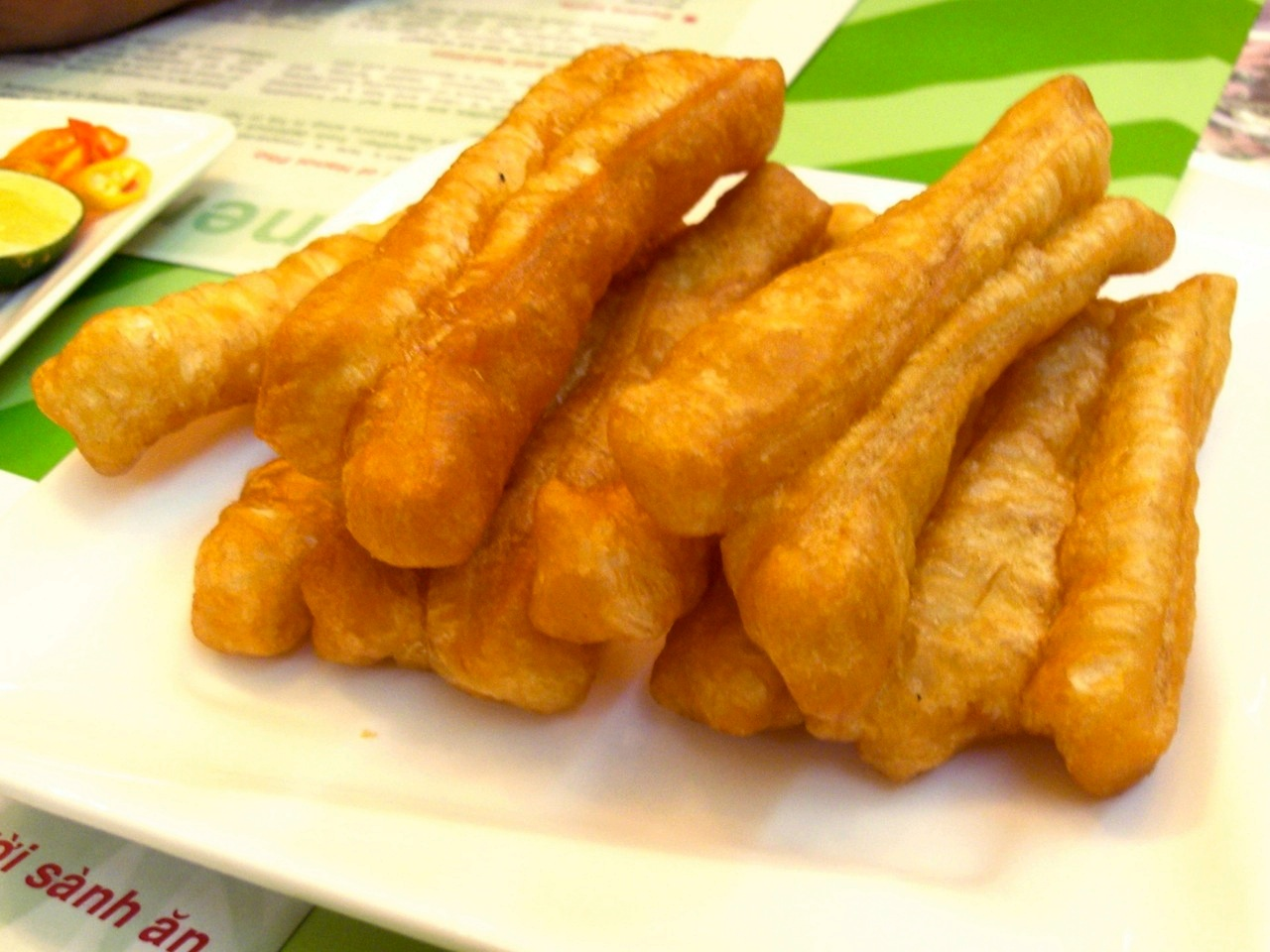
Giò cháo quẩy nguyên chưa cắt có dạng hai viên bột dài
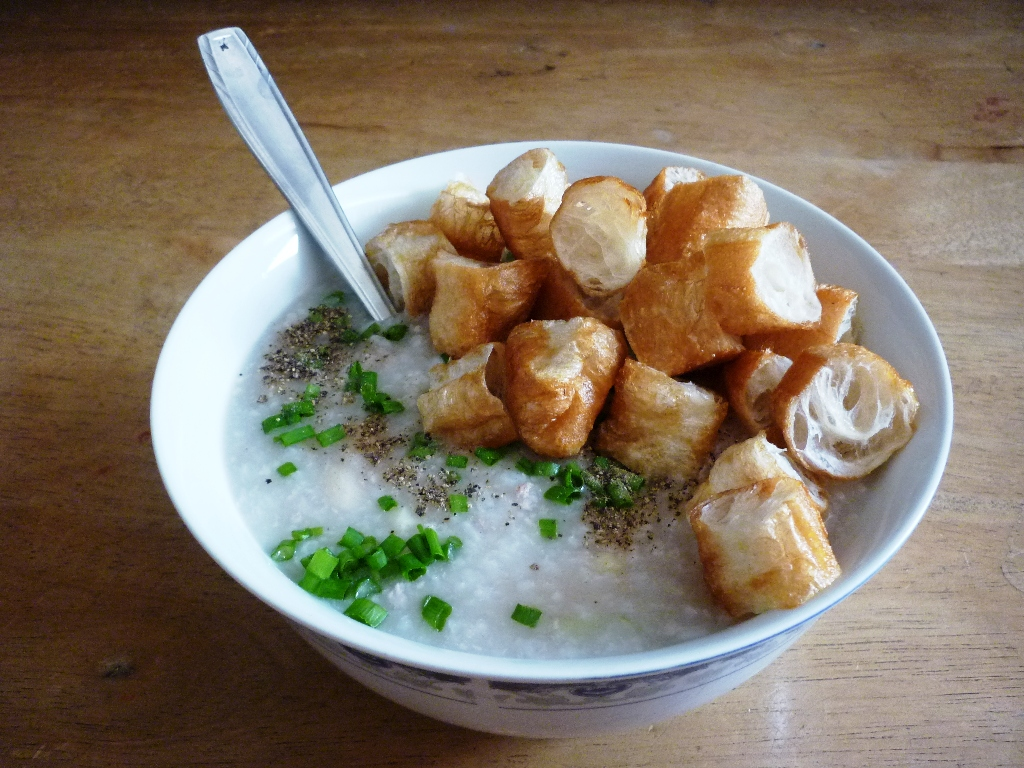
Một bát cháo dùng với giò cháo quẩy
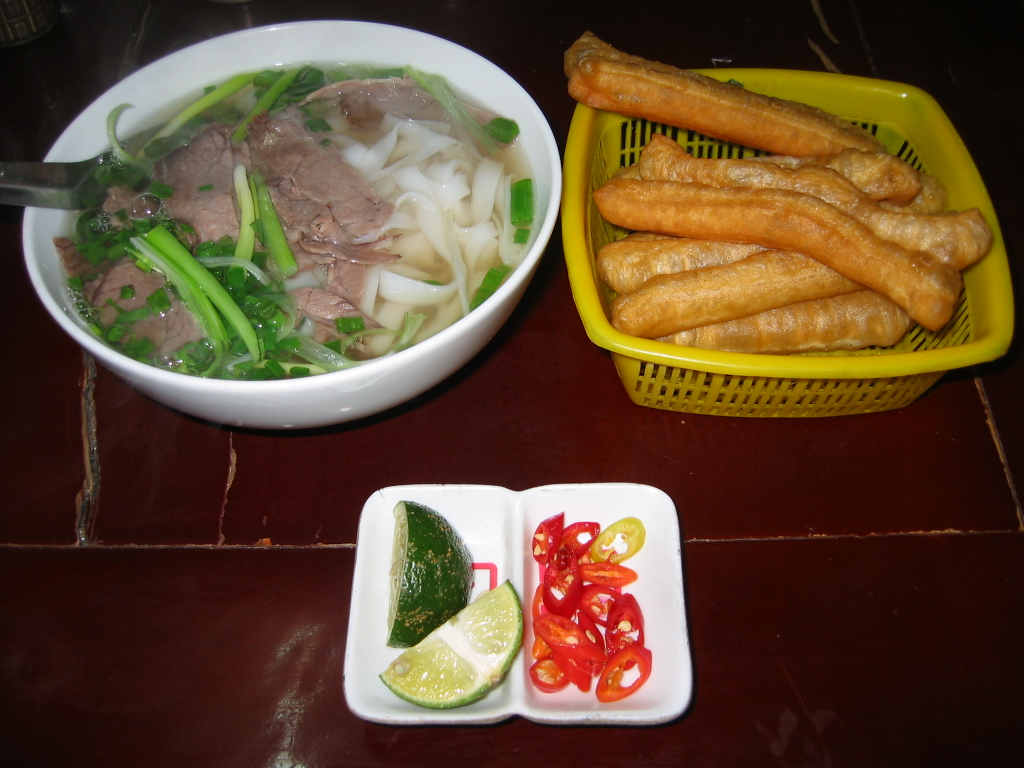
Một bát phở bò chín dùng với giò cháo quẩy